# Atractus depressiocellus
Espèce
Statut de conservation UICN

 DD  : Données insuffisantes
Atractus depressiocellus  est une espèce de serpents de la famille des Dipsadidae.

## Répartition
Cette espèce est endémique de la province de Panama au Panama. Elle se rencontre sur le Cerro Jefe dans la Serranía Piedras-Pacora.

## Description
L'holotype de Atractus depressiocellus, une femelle adulte, mesure 750 mm dont 77 mm pour la queue. Cette espèce a le dos variant du brun jaunâtre au gris brunâtre avec des rayures noires irrégulières.

## Étymologie
Son nom d'espèce, du latin depressus, « faible, déprimé », et ocellus, « petit œil », lui a été donné en référence à ses yeux très petits.

## Publication originale
- Myers, 2003 : Rare Snakes—Five New Species from Eastern Panama: Reviews of Northern Atractus and Southern Geophis (Colubridae: Dipsadinae). American Museum Novitates, no 3391, p. 1-47 (texte intégral).